# Peaky Blinders

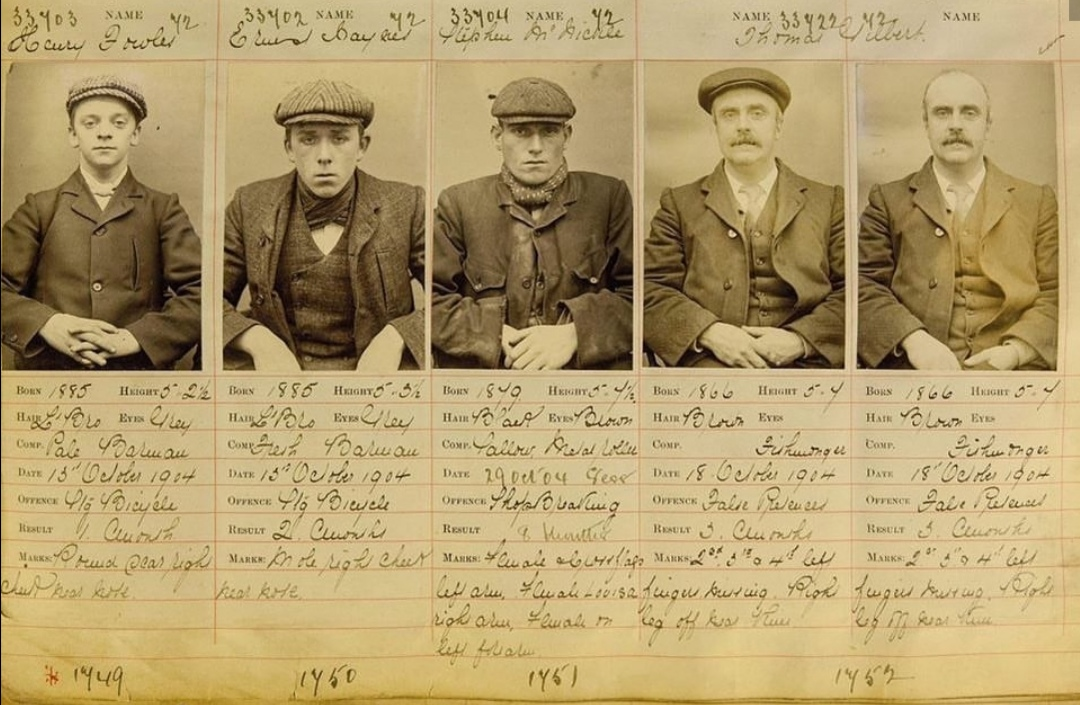
Peaky Blinders (Polizeikartei)

Die Peaky Blinders waren eine englische Gewalttäterbande, die von den 1880er bis in die 1910er Jahre in Birmingham aktiv war. Die Gang bestand größtenteils aus jungen Kriminellen aus der Unter- und Mittelschicht, die sich durch Raub, Erpressung, illegale Buchmachergeschäfte, die Kontrolle von Glücksspielen und gewaltsame Landübernahmen bereicherten. Die Mitglieder trugen die für sie typische Kleidung: Maßgeschneiderte Jacken, Mäntel mit Revers, geknöpfte Westen, Seidenschals, Schlaghosen, Lederstiefel und Schirmmützen.
Ihre Dominanz erreichten die Peaky Blinders mit brutal erkämpften Siegen über ihre Rivalen, darunter die Sloggers, mit denen sie um das Territorium in Birmingham und den umliegenden Stadtteilen kämpften. Sie kontrollierten fast 20 Jahre lang diese Bereiche, bis sie 1910 von einer noch größeren Bande, den Birmingham Boys unter Führung von Billy Kimber, ausgeschaltet wurden. Obwohl sie in den 1920er Jahren verschwunden waren, wurde die Bezeichnung „Peaky Blinders“ zum Synonym für Straßengangs in Birmingham.
Im Jahr 2013 wurde der Gangname für eine BBC-Fernsehserie mit dem Titel Peaky Blinders verwendet.

## Geschichtlicher Hintergrund
Die wirtschaftliche Not im Birmingham des 19. Jahrhunderts führte zu einer gewalttätigen Jugendsubkultur. Jugendliche raubten Männer und Frauen aus, die in den Slums der Stadt unterwegs waren. Dies geschah durch Überfälle mit Schlägen, Messerstichen oder durch Strangulierung. Die Ursprünge dieser Subkultur lassen sich bis in die 1850er Jahre zurückverfolgen, als die Straßen Birminghams voller Spielhöllen und Jugendlicher waren, die rauen Sport trieben. Als die Polizei auf Druck der Oberschicht begann, gegen diese Aktivitäten vorzugehen, schlugen die Jugendlichen zurück und schlossen sich zusammen zu so genannten slogging gangs (slogger ist ein Begriff aus der Schlägerszene und bezeichnet jemanden, der einen wuchtigen Schlag ausführen kann). Diese Gangs lieferten sich Schlägereien mit der Polizei und griffen weiter Bürger an, die auf der Straße unterwegs waren.  In den 1890er Jahren setzten sich die jugendlichen Straßenbanden aus Männern und Jungen im Alter zwischen 12 und 30 Jahren zusammen. In den späten 1890er Jahren organisierten sich diese Männer in einer losen Hierarchie.

## Peaky Blinders

### Aufstieg
Die gewalttätigsten dieser Jugendbanden organisierten sich als eine einzige Gruppe, die als „Peaky Blinders“ bekannt wurde. Gegründet wurden sie wahrscheinlich in Small Heath, möglicherweise von einem Mann namens Thomas Mucklow, wie ein Zeitungsartikel mit dem Titel A murderous outrage at Small Heath, a man's skull fractured (gedruckt in der Ausgabe der Birmingham Mail vom 24. März 1890) nahelegt. Dieser Artikel ist möglicherweise der früheste journalistische Beleg für die Peaky Blinders:

„A serious assault was committed upon a young man named George Eastwood. Living at 3 court, 2 house, Arthur Street, Small Heath, on Saturday night. It seems that Eastwood, who has been for some time a total abstainer, called between ten and eleven o'clock at the Rainbow Public House in Adderly Street, and was supplied with a bottle of gingerbeer. Shortly afterwards several men known as the "Peaky Blinders" gang, whom Eastwood knew by sight from their living in the same neighborhood as himself, came in.“

„Ein schwerer Überfall wurde am Samstagabend auf einen jungen Mann namens George Eastwood verübt. Er wohnt in 3 court, 2 house, Arthur Street, Small Heath. Es scheint, dass Eastwood, der seit einiger Zeit Abstinenzler ist, zwischen zehn und elf Uhr das Rainbow Public House in der Adderly Street aufsuchte und mit einer Flasche Ginger Beer versorgt wurde. Kurz darauf kamen mehrere Männer, die als „Peaky Blinders“-Gang bekannt sind und die Eastwood vom Sehen her kannten, da sie in der gleichen Gegend wie er wohnten.“

Nach diesem Überfall schickten einige Gangmitglieder einen Brief an verschiedene nationale Zeitungen, in dem sie sich als Mitglieder dieser Gruppe zu erkennen gaben. Ihre ersten Aktivitäten konzentrierten sich vor allem auf die Besetzung günstiger Grundstücke, insbesondere in den Gemeinden Small Heath und Cheapside in Birmingham. Ihre Expansion wurde von ihren ersten Bandenrivalen, den Cheapside Sloggers (auch Cheapside Slogging Gang), bemerkt, die gegen sie kämpften, um ebenfalls Territorium zu kontrollieren. Die Sloggers entstanden in den 1870er Jahren und waren bekannt für Straßenkämpfe in den Vierteln Bordesley und Small Heath – extrem armen Slums in Birmingham.
Nachdem die Peaky Blinders im späten 19. Jahrhundert ein von ihnen erobertes Gebiet kontrollierten, begannen sie, ihr kriminelles Geschäft auszuweiten. Zu ihren Aktivitäten gehörten Schutzgelderpressung, Betrug, Landraub, Schmuggel, Entführung, Raub und illegale Buchmacherei. Die Historikerin Heather Shor von der Universität Leeds behauptet, die Blinders hätten sich mehr auf Straßenkämpfe, Raub und Erpressung konzentriert als auf das organisierte Verbrechen.
Die Gruppe war für ihre Gewalttätigkeit bekannt, nicht nur gegenüber rivalisierenden Gangs, sondern auch gegenüber unschuldigen Zivilisten und Polizisten. In Birmingham kam es häufig zu Bandenkriegen zwischen rivalisierenden Banden, die zu Schlägereien und Schießereien führten. Die Peaky Blinders griffen auch gezielt Polizeibeamte an, was als constable baiting bekannt wurde. Constable George Snipe wurde 1897 von der Bande getötet, ebenso wie Charles Philip Gunter im Jahr 1901. Hunderte weitere wurden verletzt, und einige verließen die Polizei aufgrund dieser Gewalttätigkeiten.
Schon bald wurde der Begriff „Peaky Blinder“ zu einem Gattungsbegriff für junge Straßenkriminelle in Birmingham. 1899 wurde ein irischer Polizeichef namens Charles Haughton Rafter mit der Durchsetzung der örtlichen Gesetze in Birmingham beauftragt. Polizeikorruption und Bestechung schmälerten jedoch eine Zeit lang die Wirksamkeit seiner Maßnahmen.

### Herkunft des Namens
Laut dem britischen Historiker Carl Chinn bezieht sich der Name auf die ungewöhnlich elegante Kleidung der Bande: Peaky nennt man in der Gegend jede Art von flacher Mütze mit einem Schirm, und blinder war und ist in Birmingham ein geläufiger Slangausdruck für jemanden mit einem eleganten Äußeren.
Eine Großstadtlegende besagt, dass die Bandenmitglieder Einwegrasierklingen in die Schirme (peaks) ihrer flachen Mützen einnähten, um sie als Waffen zu verwenden – vor allem gegen den Kopf des Gegners und ihn somit erblinden lassen (Blinders). Da es jedoch erst seit 1903 das erste austauschbare Sicherheitsrasiersystem gibt und in Großbritannien seit 1908 Einweg-Rasierklingen hergestellt wurden, gilt dieser Ursprung des Namens als sehr unwahrscheinlich. Belegt ist hingegen durch einen Zeitungsartikel im Warwick and Warwickshire Advertiser vom November 1929, dass die Spitzen von Schiebermützen oft ein scharfes Stück Metall oder Stahl enthielten und als Waffen verwendet werden konnten.

### Berüchtigte Mitglieder

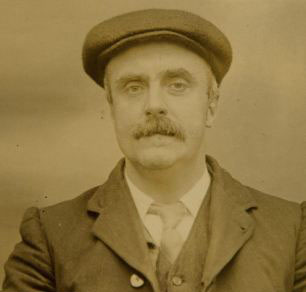
Thomas Gilbert (aka Kevin Mooney)

Das mächtigste Mitglied der Peaky Blinders war ein Mann, der als Kevin Mooney bekannt war. Sein richtiger Name war Thomas Gilbert, aber er änderte regelmäßig seinen Nachnamen. Er organisierte viele der Landübernahmen der Bande. Wegen Diebstahls und Betrugs wurde er zu zwei zeitlich getrennten Gefängnisstrafen verurteilt.
Thomas Mucklow gilt als eines der Gründungsmitglieder der Bande. Als Tarnung für seine Aktivitäten gab Mucklow an, als Fuhrunternehmer für eine örtliche Speditionsfirma tätig zu sein. Er war der Organisator einiger der gewalttätigsten Überfälle. Mucklow war im Laufe der Jahre immer wieder im Gefängnis. Aus Kriminalakten von 1902 geht hervor, dass er eine sechsmonatige Haftstrafe verbüßte, weil er einen Mann böswillig verletzt hatte, von dem man annahm, dass auch er ein Peaky Blinder war.
Thomas Walters erstach im Jahr 1901 einen Polizisten namens Bennett, wie aus Zeitungen und Polizeiakten hervorgeht. Der Messingpolierer war zu dieser Zeit noch ein Teenager.
Harry Fowles, bekannt als „Baby-faced Harry“, wurde im Alter von 19 Jahren im Oktober 1904 wegen Fahrraddiebstahls verhaftet. McNickle und Haynes wurden zur gleichen Zeit wegen Fahrraddiebstahls bzw. Hausfriedensbruchs verhaftet. Sie wurden jeweils einen Monat lang für ihre Verbrechen festgehalten. Die Polizei der West Midlands beschrieb die drei Verhafteten als „foul-mouthed young men who stalk the streets in drunken groups, insulting and mugging passers-by“ (unflätige junge Männer, die in betrunkenen Gruppen durch die Straßen ziehen und Passanten beleidigen und ausrauben). Taylor wurde im Alter von 13 Jahren wegen Tragens einer geladenen Schusswaffe verhaftet.
Viele Bandenmitglieder kämpften später im Ersten Weltkrieg. Henry Lightfoot, die erste Person, die als Peaky Blinder benannt wurde, meldete sich dreimal in seinem Leben zur British Army und nahm 1916 an der Schlacht an der Somme teil. Henry Fowler, eines der jüngsten Mitglieder, wurde Jahre später in den Schützengräben lebendig verschüttet und konnte, nachdem er befreit worden war, nach dem Krieg einige Zeit weder sprechen noch sehen.
Weitere prominente Mitglieder der Bande waren Ernest Bayles, Harry Fowles, Earnest Haynes, Stephen McNickle und David Taylor. Auch der berüchtigte Gangster Billy Kimber war ein ehemaliger Peaky Blinder.

### Waffen
Neben Schusswaffen benutzten die Peaky Blinders eine Reihe von Nahkampfwaffen wie Gürtelschnallen, Stiefel mit Metallspitzen, Schürhaken, Stöcke und Messer. George Eastwood wurde mit Gürtelschnallen verprügelt. Percy Langridge stach im Juni 1900 mit einem Messer auf Police Constable Barker ein. Schusswaffen wie Webley-Revolver kamen zum Einsatz, etwa bei der Erschießung eines Mitglieds der Summer Hill Gang durch Peaky Blinder William Lacey im September 1905.

### Bekleidung
Die Peaky Blinders legten Wert auf gute Bekleidung, was für Banden jener Zeit ungewöhnlich war. Fast alle Mitglieder trugen eine flache Kappe und einen Mantel, dazu maßgeschneiderte Anzüge, meist mit Schlaghosen und geknöpften Jacken. Wohlhabendere Mitglieder trugen Seidenschals und gestärkte Kragen mit Metallknöpfen. Ihre unverwechselbare Kleidung war für Stadtbewohner, Polizei und rivalisierende Bandenmitglieder leicht zu erkennen. Die Ehefrauen, Freundinnen und Geliebten der Bandenmitglieder waren dafür bekannt, dass sie üppig ausstaffiert waren. Perlen, Seide und bunte Schals waren an der Tagesordnung.

### Niedergang
Nach fast einem Jahrzehnt politischer Kontrolle erregte ihr wachsender Einfluss die Aufmerksamkeit einer größeren Bande, der Birmingham Boys. Die Expansion der Peaky Blinders auf die Rennbahnen führte zu gewalttätigen Gegenreaktionen der Birmingham Boys. Die Peaky-Blinder-Familien entfernten sich physisch vom Zentrum Birminghams und zogen aufs Land. Mitglieder der Bande hatten Häuser in und um Birmingham, von Longbridge bis Sutton Coldfield. Auch andere Faktoren wie Erziehung, Disziplin und härtere polizeiliche Maßnahmen und Verurteilungen trugen zum Rückgang des Einflusses der Blinders in der kriminellen Unterwelt bei und nun rückte die Sabini-Gang an die Seite der Birmingham Boys und festigte in den 1930er Jahren die politische Kontrolle über die Midlands.
Nach ihren Aktivitäten von den 1880er bis in die 1910er Jahre waren die Peaky Blinders in den 1920er Jahren ganz aus Birmingham verschwunden, Ihr Bandenname wurde aber weiterhin als Oberbegriff für gewalttätige Straßenjugendliche verwendet.

## Populärkultur
Die BBC-Fernsehserie Peaky Blinders  mit Cillian Murphy, Paul Anderson und Joe Cole in den Hauptrollen feierte im September 2013 Premiere. Die Kriminalgeschichte dreht sich um die fiktive Verbrecherfamilie Shelby in Birmingham kurz nach dem Ersten Weltkrieg, die in der Unterwelt mit anderen Gangs und der Mafia konkurrieren. Viele Außenaufnahmen der Serie wurden vor Ort im Black Country Living Museum gedreht.
Der Song Cheapside Sloggers (2019) der dänischen Hard-Rock-Band Volbeat thematisiert die Rivalität zwischen den beiden Gangs.

## Weiterführende Literatur
- Carl Chinn: Peaky Blinders: The Real Story: The new true history of Birmingham's most notorious gangs. John Blake Publishing, London 2019, ISBN 978-1-78946-172-5 (englisch).
- Carl Chinn: Peaky Blinders : the legacy : the real story of Britain's most notorious 1920's gangs. John Blake Publishing, London 2020, ISBN 978-1-78946-293-7 (englisch).
- Carl Chinn: Peaky Blinders : the aftermath : the real story behind the next generation of British gangsters. John Blake Publishing, London 2021, ISBN 978-1-78946-451-1 (englisch).
- Dick Kirby: The Race Track Gangs. In: The Peeler. Friends of the Met Police Museum, 7. Juli 2002 (englisch, org.uk).